# Global Engine Manufacturing Alliance
Die Global Engine Manufacturing Alliance (GEMA) war ein Joint-Venture der Automobilhersteller DaimlerChrysler, Hyundai und Mitsubishi Motors. Innerhalb DaimlerChryslers war dieses Projekt Chrysler zugeordnet.
Das im Mai 2002 gegründete Unternehmen errichtete fünf Fertigungsstätten für jeweils 420.000 Motoren pro Jahr in Dundee (Michigan, USA) (zwei Werke), Asan und Hwaseong (jeweils Südkorea) sowie Shiga (Japan). Hyundai entwickelte die Grundkonstruktion des Motors, jeder einzelne Hersteller übernahm die Anpassungen für die eigenen Fahrzeuge. Am 5. Oktober 2005 wurde die Produktion aufgenommen, die Motoren hatten 1,8 bis 2,4 Liter Hubraum.
Bei der Abstaltung behielt Chrysler die Werke in Dundee wohl, erweiterte sie im September 2009, um dort auch einen modernen 1,4-Liter-Motor bauen zu können und benannte sie 2012 um in Dundee Engine Plant(s). Bei den nachfolgenden Fusionen zu FCA und Stellantis wanderte der Standort Dundee jeweils mit in den neuen Konzern.